# Едсон Гутьєррес
Едсон Антоніо Гутьєррес Морено або просто Едсон Гутьєррес (ісп. Edson Antonio Gutiérrez Moreno; нар. 2 квітня 1992, Саламанка, Гуанахуато, Мексика) — мексиканський футболіст, захисник та півзахисник клубу «Монтеррей».

## Життєпис

### «Селая»
Футбольну кар'єру розпочав 2012 року в клубі другого дивізіону мексиканського чемпіонату «Селая», де швидко став одним з провідних футболістів. На професіональному рівні дебютував 27 лютого 2013 року в програному (2:3) матчі кубку Мексики проти «Меріди». Завдяки вдалій грі в останніх матчах сезону Едсона визнали найкращим лівим латералем другого дивізіону чемпіонату Мексики, як наслідок Гутьєррес мав декілька варіантів продовження кар'єри.

### «Ірапуато»
Зіграв також декілька матчів за «Ірапуато» у третьому дивізіоні, оскільки ця команда була фарм-клубом «Селаї».

### «Монтеррей»
Напередодні старту Апертури 2018 року перейшов до «Монтеррея». В еліті мексиканського футболу дебютував 20 жовтня 2018 року в переможному (2:1) поєдинку 13-о туру Прімера Дивізіону проти «Толуки». Едсон вийшов на поле в стартовому складі та відіграв увесь матч.

## Статистика виступів

### Клубна
Станом на 13 листопада 2019
| «Селая» | 2.ª               | 2013              | 0  | 0 | 2  | 0 | - | - | 2   | 0 | 0.00 |
| «Селая» | 2.ª               | 2013-14           | 0  | 0 | 0  | 0 | - | - | 0   | 0 | 0.00 |
| «Селая» | 2.ª               | 2014-15           | 5  | 0 | 1  | 0 | - | - | 6   | 0 | 0.00 |
| «Селая» | 2.ª               | 2015-16           | 2  | 0 | 2  | 0 | - | - | 4   | 0 | 0.00 |
| «Селая» | 2.ª               | 2016-17           | 8  | 0 | 1  | 0 | - | - | 9   | 0 | 0.00 |
| «Селая» | 2.ª               | 2017-18           | 31 | 0 | 6  | 1 | - | - | 37  | 1 | 0.02 |
| «Селая» | Загалом           | Загалом           | 46 | 0 | 12 | 1 | 0 | 0 | 58  | 1 | 0.01 |
| «Ірапуато» | 3.ª               | 2015-16           | 13 | 0 | -  | - | - | - | 13  | 0 | 0.00 |
| «Ірапуато» | 3.ª               | 2016-17           | 19 | 1 | -  | - | - | - | 19  | 1 | 0.05 |
| «Ірапуато» | Загалом           | Загалом           | 32 | 1 | 0  | 0 | 0 | 0 | 32  | 1 | 0.03 |
| «Монтеррей» | 1.ª               | 2018-19           | 12 | 0 | 6  | 0 | 0 | 0 | 18  | 0 | 0.00 |
| «Монтеррей» | 1.ª               | 2019-20           | 3  | 0 | 3  | 0 | 0 | 0 | 6   | 0 | 0.00 |
| «Монтеррей» | Загалом           | Загалом           | 15 | 0 | 9  | 0 | 0 | 0 | 24  | 0 | 0.00 |
| Всього за кар’єру | Всього за кар’єру | Всього за кар’єру | 93 | 1 | 21 | 1 | 0 | 0 | 114 | 2 | 0.01 |
| (1) Включаючи матчі кубку Мексики та суперкубку Мексики. (2) Включаючи матчі ліги чемпіонів КОНКАКАФ (2019-теп. час). (3) Голи у товариських матчах не враховуються. |                   |                   |    |   |    |   |   |   |     |   |      |

## Досягнення
- Чемпіон Мексики (1):

«Монтеррей»: 2019 А
- Володар Кубка Мексики (1):

«Монтеррей»: 2019-20
- Володар Ліги чемпіонів КОНКАКАФ (2):

«Монтеррей»: 2019, 2021